# 郑达伦
郑达伦（1994年2月11日—），是一名中国足球运动员，现效力深圳，司职前锋。

## 俱乐部生涯
2011年，郑达伦入选上海中邦参加2011年中国足球乙级联赛，2012年底回归至刚刚升级到中国足球超级联赛的上海东亚一线队。2013年5月21日，他在2013年中国足协杯第三轮首发登场，第一次代表上海东亚在正式比赛亮相。虽然在点球决胜中，第一个出场的郑达伦罚失点球，但最终上海东亚还是以6比5的总比分淘汰重庆力帆，晋级下一轮。 2013年9月27日，他在上海东亚主场对阵青岛中能的比赛第80分钟替补路易斯·卡贝萨斯出场，上演个人的中超首秀，他在上场5分钟后射进代表上海东亚的首个进球，最终帮助球队6比1击败对手。
2020年2月，深圳佳兆业宣佈郑达伦加盟球队。